# Хумке Потисја
Слично хумкама (курганима) у Банату (на пример код Санада или код Иђоша) хумке на десној страни данашњег тока Тисе својим положајем образују видну линију. Слично изгледају, и налазе се на истом положају у односу на руб лесног одсека Телечке. Све то указује на исто раздобље настанка и исту културу која их је оставила.

## Опис
Нехотице тражећи и посећујући хумке, шетач види само појединачне вештачке брежујке. Међутим, у широј слици, хумке у источној Бачкој образују вероватно плански изграђен систем, највероватније систем одбране. Одликује их сличност изгледа, пре свега велика висина и ширина. Већина хумки (чак и преораване) нису ниже од 3-4 метра, а у пречнику најмања има 25 m, док су остале широке 50 до 100 m. Hеке у односу на околњу равну добро прелазе висину од 6 метара. Налазе се у распону између 84–105 m релативних надморских висина (највиша тачка, Тиса је у просеку на око 80 m).
Обзиром на положај (највиша висинска кота) и међусобну постављеност (у просеку 500 m до 2 km) највероватније су служиле за осматрање и сигнализацију, стога спадају у категорију хумки осматрачница (хумка-стражара). Не зна се од каквог непријатеља су ови древни народи стрепели, али је сигурно да је река имала велику улогу у њиховим животима.
Није познато да су ове хумке служиле и за сахрањивање, како би се то очекивало и како је опште познато за остале тумуле и кургане. Само једна је археолошки истражена, и то делимично. На видело су изашли налази из неолита и бронзаног доба, што је у складу са теоријом која претпоставља долазак курганских народа од 3. века п. н. е.
На северу Војводине, недалеко границе код Хоргоша ову линију хумки – плански организовану у ову форму или не – започиње хумка на Камарашу, стојећи на ободу огромне долине некадашње Тисе – данас исушено корито које зову и Буџак. Овај обод касније поприма све израженији нагиб, а своју највишу тачку (105 m) достиже код хумке Чако у Сенћанском Трешњевцу.

## Шематски приказ
На шематској слици приказана је само Бачка страна Тисе, али се сличан систем може реконструисати и на левој обали реке. Ове хумке се налазе још даље од данашње реке, обзиром да се Тиса у праисторијска времена разливала на много ширем простору и мендрирала на много сложенији начин од оног како је ми данас видимо, након уређења бранама.
На слици смо приказали само северни део линије, док се она на југу завршава испод Бачког Градишта са великом Жабаљском хумком и хумкама Шајкашке.